# Ahead of My Time
Ahead of My Time – szósty studyjny (siódmym ogólnie) album amerykańskiego rapera Lil’ Flipa. Pierwszym singlem jest „Heartbreaker” z udziałem Eeden & Sean Thomas. Teledysk do utworu „50 in My Pinkyrang” ukazał się 17 lipca, 2010 roku. Album sprzedał się w ilości 1 miliona egzemplarzy w pierwszym tygodniu.

## Lista utworów
1. „Long Live da 1 hit wonder” - 4:44
2. „48 Laws of Power” (featuring David Crayton) - 4:00
3. „Flyboy Status” - 3:49
4. „U R the 1” (featuring Big Hollis) - 3:56
5. „H-Town State of Mind” - 4:33
6. „Shawty Wanna Roll” (featuring Jay Townsend) - 4:53
7. „The Flip Gate$ Story” - 3:46
8. „I'm Fresh” - 2:14
9. „Krazy” (featuring Poosty Lee & Bionik) - 3:35
10. „Heartbreaker” (featuring Sean Thomas & Eeden) - 3:26
11. „U Don't Know Me Like Dat” (featuring Jay Townsend) - 4:11
12. „50 in My Pinkyrang” (featuring Chamillionaire & Gudda Gudda) - 4:24
13. „I Like....” - 2:47
14. „Da Trill Is Back!!!” - 4:35
15. „Keep Dem Hataz Away” (featuring A-Dub) - 2:32
16. „U See It, Pt. 2” - 4:00
17. „Not 4 Sale” (featuring David Crayton) - 4:00
18. „She Like My Swagger” (featuring Bobby Moon) - 3:59
19. „My Family Tree” - 3:34
20. „I Just Wanna” - 5:52